# Augite
L'augite est une espèce minérale du groupe des silicates, du sous groupe des inosilicates et de la famille des pyroxènes. C'est un clinopyroxène ferromagnésien et calcique, de formule ((Si,Al)2O6)(Ca,Mg, Fe,Ti,Al)2 et qui contient des traces de Ti, Cr, Na, Mn et K. Ses cristaux peuvent atteindre 10 cm de long .	

## Inventeur et étymologie
Décrite par Abraham Gottlob Werner en 1792, elle tire son nom du grec αὐγή ("augè", une sorte de pierre précieuse), en allusion à son éclat.

## Synonymie
- volcanite (Delamétherie 1795) [4]

## Variétés

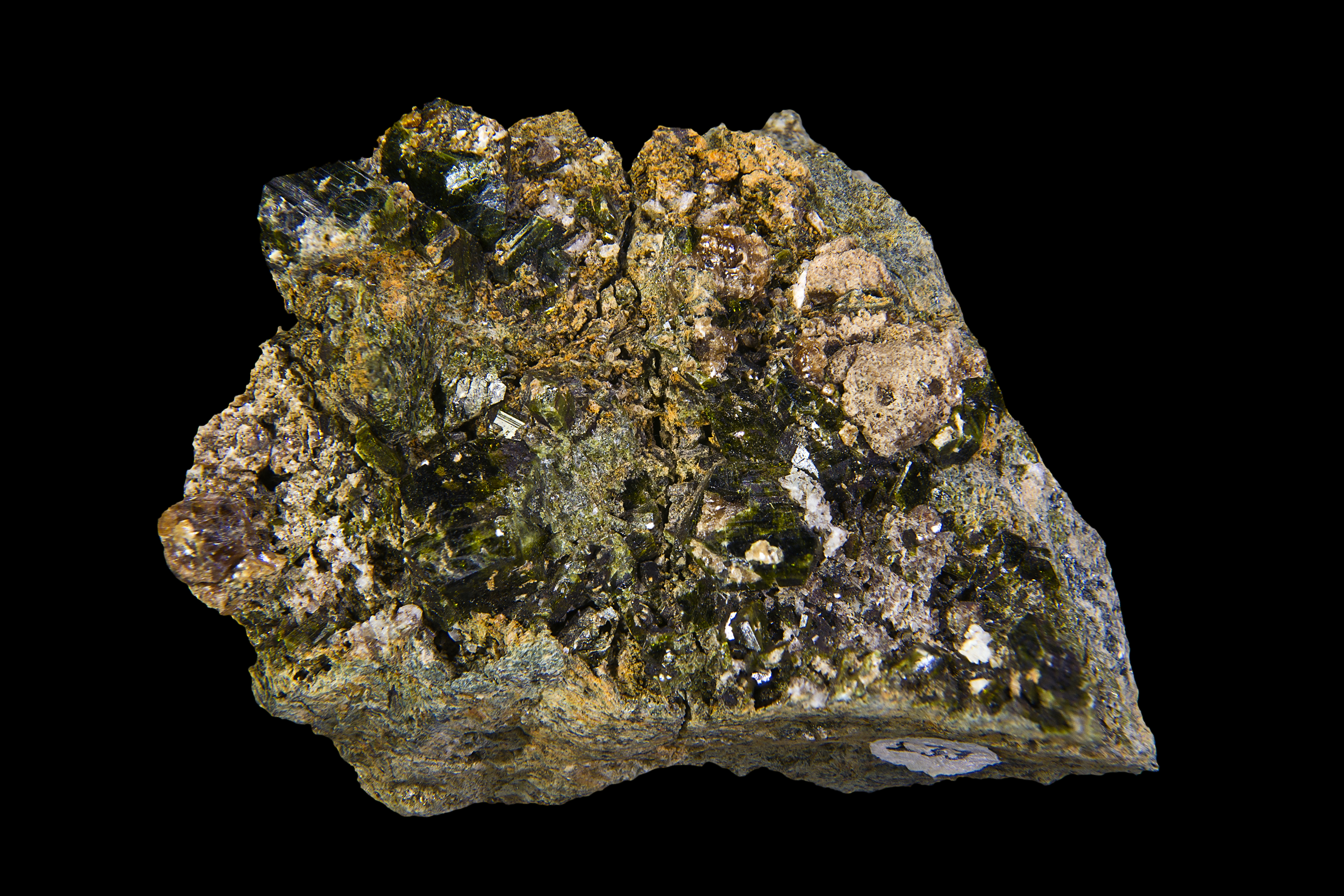
Variété fassaïte

- L'astéroïte est une variété d'augite riche en fer, dont l’aspect radié a inspiré le nom. Elle fut initialement décrite en Suède, à Nordmark, Filipstad et Värmland. Ce terme désuet est également commun avec l'hédenbergite[5].

- La fassaïte est une variété d'augite pauvre en fer, provenant de Toal della Fassaite, Monti Monzoni, Val di Fassa, Trento, Trentino-Alto Adige[6], rapporté depuis dans de nombreuses occurrences dans le monde. Sa description initiale a été faite par le minéralogiste allemand J.G. Lenz[7]. Ce nom désigne le diopside dans certaines publications du XIXe siècle[8].

- La jeffersonite (W.H. Keting 1822[9]) est une variété d'augite riche en zinc et en manganèse, décrite initialement à Passaic Pit, Sterling Hill, Ogdensburg, Franklin Mining District, Comté de Sussex, New Jersey, États-Unis. Sa formule idéale est :Ca(Mn,Zn,Fe)Si2O6. Elle a été retrouvée depuis en Australie et en Suède.

- La titanaugite est une variété d'augite riche en titane et de formule idéale (Ca,Na)(Mg,Ti, Fe, Al,)((Si,Al)2O6).

## Gîtologie
- L'augite est très répandue dans les roches éruptives basiques : gabbros, basaltes, andésites...
- Elle apparaît également dans les roches métamorphiques de température relativement haute, comme les granulites mafiques.
- Elle est présente dans les roches lunaires.
- Elle est présente dans les météorites

### Minéraux associés
Amphiboles, labradorite, leucite, olivine, orthose,  pyroxènes, sanidine.   

### Altérations
- En amphibole par ouralitisation
- En chlorite

## Cristallographie

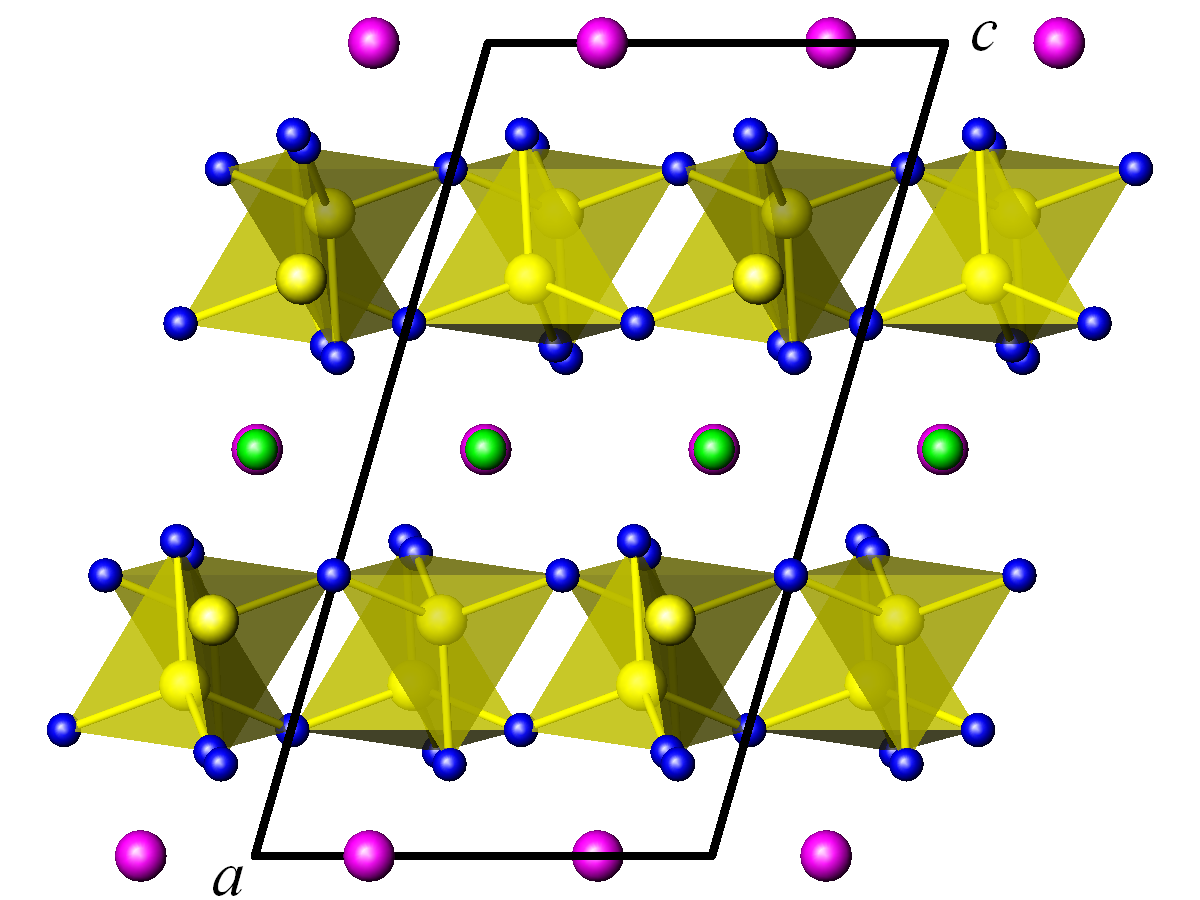
Structure cristalline de l'augite (CaMg0.74Fe0.25)Si_{2}O_{6}, projetée le long de la direction b. Les atomes de calcium sont représentés en vert, ceux de magnésium en rose, ceux de silicium en jaune et ceux d'oxygène en bleu. Le parallélépipède noir représente la maille élémentaire.

- Paramètres de la maille conventionnelle : {\displaystyle a} = 9,8 Å, {\displaystyle b} = 9,0 Å, {\displaystyle c} = 5,25, Å ; Z = 4 ; V = 447,27 Å3
- Densité calculée = 3,51 g cm−3

## Cristallochimie
L'augite fait partie de la famille des clinopyroxènes calciques.

### Clinopyroxènes calciques
- Diopside CaMgSi2O6 ; C 2/c 2/m
- Hédenbergite CaFeSi2O6 ; C 2/c 2/m
- Augite (Ca,Na)(Mg,Fe, Al,Ti)(Si,Al)2O6 ; C 2/c 2/m
- Johannsénite CaMnSi2O6 ; C 2/c 2/m
- Petedunnite Ca(Zn,Mn, Fe,Mg)Si2O6 ; C 2/c 2/m
- Essenéite (en) CaFeAlSiO6 ; C 2/c 2/m
- Davisite (en) Ca(Sc,Ti, Mg,Ti)AlSiO6 ; C 2/c 2/m

## Gisements remarquables
- Italie

Toal de la Foia, Monti Monzoni, Val di Fassa, Trento, Trentino-Alto Adige Pour la variété fassaïte.
- Rwanda

Muhavura, Région de Ruhengeri, Province du Nord (Rwanda), Rwanda